# 1 Brygada Kawalerii (austro-węgierska)
1 Brygada Kawalerii (1. KBrig.) – brygada kawalerii cesarskiej i królewskiej Armii.

## Historia brygady
W 1906 została zorganizowana 1 Brygada Kawalerii. W skład brygady włączono Pułki Dragonów Nr 7 i 13, które do tego czasu wchodziły w skład 9 Brygady Kawalerii, przy czym Pułk Dragonów Nr 13 stacjonował na terytorium 8 Korpusu i podlegał komendantowi brygady za pośrednictwem komendanta 8 Korpusu.
W latach 1906–1914 brygada wchodziła w skład 8 Korpusu, a jej komenda stacjonowała w Pradze. 
W latach 1906–1912 w skład brygady wchodził:
- Pułk Dragonów Nr 7,
- Pułk Dragonów Nr 13[3].

W 1912 roku Pułk Dragonów Nr 7 został włączony w skład 13 Brygady Kawalerii w Stanisławowie, a w jego miejsce przybył Pułk Dragonów Nr 14, który dotychczas wchodził w skład 13 Brygady Kawalerii.
W latach 1912–1914 w skład brygady wchodził:
- Pułk Dragonów Nr 13
- Pułk Dragonów Nr 14[6].

W 1914 roku brygada została włączona w skład 9 Dywizji Kawalerii.
W sierpniu 1914 roku w skład brygady wchodził:
- Pułk Dragonów Nr 4: 6 szwadronów.
- Pułk Dragonów Nr 13: 6 szwadronów.
- Oddział ckm[7].

## Komendanci brygady
- gen. mjr / FML Oskar von Wittmann (1906[2] – 1911 → komendant Dywizji Kawalerii Jarosław)
- gen. mjr Julius Thomann (1911 – 1913 → stan spoczynku)
- gen. mjr Maximilian Karl Hugo von Schnehen (1913 – 1914)